# 振宇五金
振宇五金股份有限公司（簡稱：振宇 Zhen Yu），是臺灣開放式連鎖DIY五金賣場 ，前身是聯達五金批發倉儲成立於1977年。1989年時在台中市南屯區成立第一家門市。

## 沿革

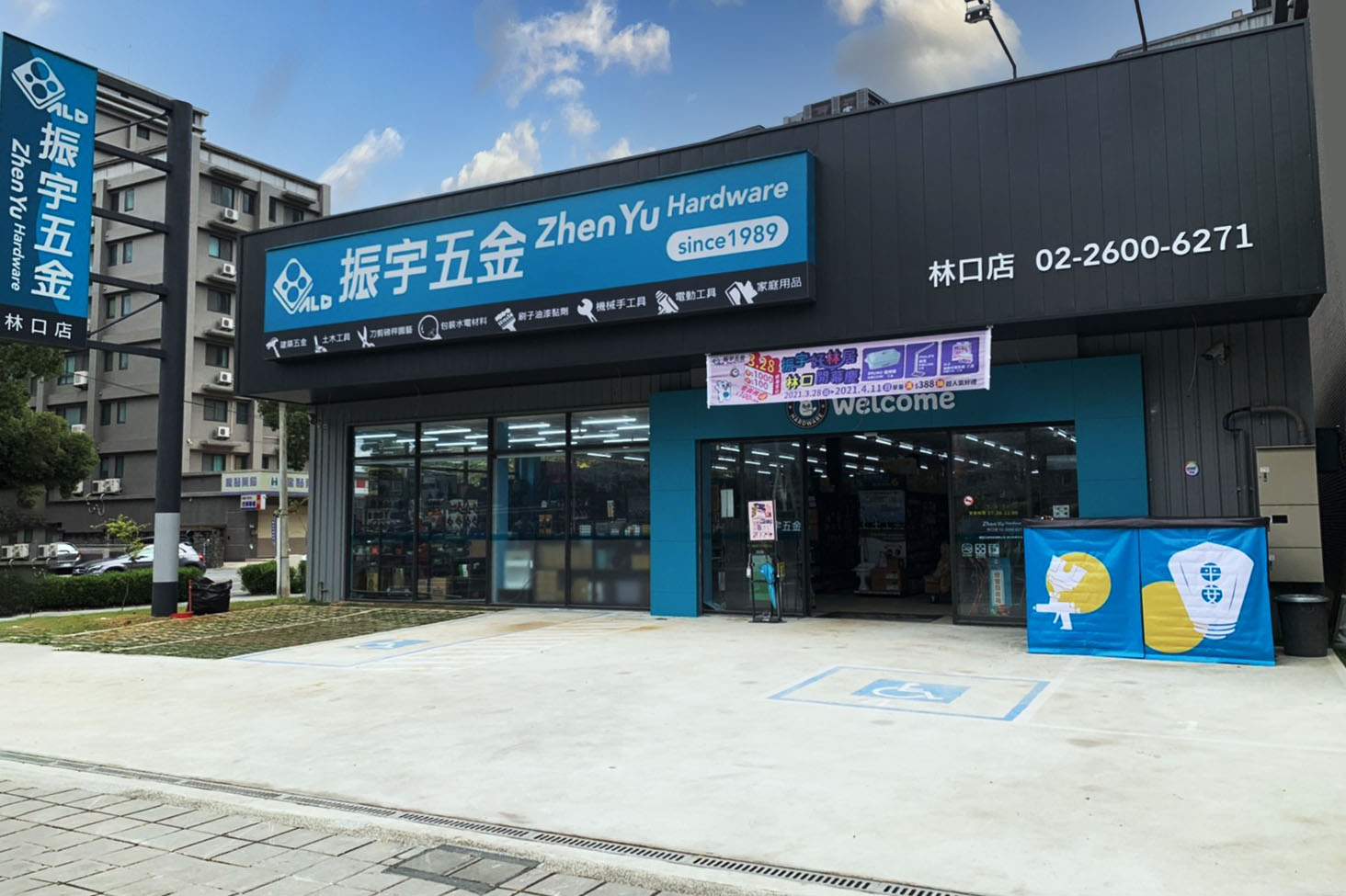

1977年由董事長曾善與丈夫，一同創業「聯達五金批發倉儲」（振宇五金的前身），經營五金商品批發。
1989年於台中市南屯區開設第一家門市大墩店，是振宇五金第一家跳脫B2B，改以B2C的直營門市。
2008年總部物流倉儲搬遷至台中市西屯區中清路，合併聯達五金批發倉儲正式更名「振宇五金物流中心」。接著開始跨出中部市場往北臺灣苗栗縣展店。成立頭份店，總店數達20家。之後在台南市成立永康店、金華店，總店數達40家。
2018年成立北部龍潭倉儲物流中心，開始在新北市展店。
2019年與臺中市政府財政局以地上權方式在台中市西屯區中清路及環中路口，投資近2億元興建振宇五金企業總部及中部倉儲物流中心。
2020年登錄興櫃。隔年在證券櫃檯買賣中心正式股票上櫃。
2023年成立南部倉儲物流中心，目前總店數達88家。